# Conseil européen des 17 et 18 octobre 2019
Le Conseil européen des 17 et 18 octobre 2019 porte principalement sur le nouvel accord relatif à la sortie de l'Union européenne du Royaume-Uni, le cadre financier pluriannuel 2021-2027, l'élargissement de l'Union à l'Albanie et à la Macédoine du Nord ainsi que sur les relations avec la Turquie à la suite de son intervention militaire dans le nord de la Syrie.

## Brexit
Après cinq jours de discussions intensives, un nouvel accord est trouvé entre les négociateurs britanniques et européens dans la matinée du 17 octobre, quelques heures avant la tenue du Conseil européen. Le premier accord de retrait du Royaume-Uni avait été approuvé par le Conseil européen du 25 novembre 2018, mais le refus par trois fois de la Chambre des communes de le voter l'a rendu caduc.
Les changements portent principalement sur les garanties pour éviter le retour d’une frontière entre les deux Irlandes, et la déclaration politique, esquissant la relation future entre le Royaume-Uni et l’UE. L'entrée en vigueur de cet accord suppose un vote favorable du Parlement britannique et du Parlement européen, permettant ainsi que le Royaume-Uni quitte l'Union le 31 octobre 2019.

## Autres sujets à l'ordre du jour
Le cadre financier pluriannuel 2021-2027, pour lequel la Commission a présenté ses propositions en mai et juin 2018, fait l'objet depuis lors de négociations entre les membres de l'UE et les institutions européennes. Le Conseil demande à la présidence finlandaise de préparer un cadre de négociation, assorti de chiffres, avant la réunion du Conseil européen de décembre 2019,.
Faute d'un consensus sur ce sujet, le Conseil repousse l'examen de l'élargissement de l'Union à l'Albanie et à la Macédoine du Nord à une date ultérieure, avant le sommet UE-Balkans occidentaux prévu en mai 2020. Le 15 octobre en effet, la réunion entre les ministres chargés des affaires européennes de l’Union, en vue d’autoriser ou non, l’ouverture de négociations avec la Macédoine du Nord et l’Albanie en vue d’un nouvel élargissement de l’Union s’est terminée sur un constat de désaccord en raison de l'opposition de la France et des Pays-Bas.
Selon les termes des conclusions publiées à l'issue du Conseil européen, « L'UE condamne l'action militaire unilatérale menée par la Turquie dans le nord-est de la Syrie, qui provoque des souffrances humaines inacceptables, compromet la lutte contre Daech et menace grandement la sécurité européenne ». Les conclusions rappellent aussi que « des États membres ont décidé de cesser l'octroi de licences d'exportation d'armements vers la Turquie », en l'occurrence la France et l'Allemagne.

## Sources

#### Documents de l'UE
- « Conseil européen extraordinaire (article 50), 17/10/2019 », sur Consilium, 17 octobre 2019 (consulté le 20 octobre 2019).
- « Réunion du Conseil européen (17 et 18 octobre 2019) – Conclusions », sur Consilium, 18 octobre 2019 (consulté le 20 octobre 2019).
- « Brexit : Introduction et chronologie », sur Consilium, 18 octobre 2019 (consulté le 20 octobre 2019).

#### Articles
- Cécile Ducourtieux et Virginie Malingre, « De l’Irlande du Nord au régime de TVA, les points clés du nouvel accord du Brexit », Le Monde,‎ 18 octobre 2019 (lire en ligne).
- Cécile Ducourtieux et Virginie Malingre, « Les cinq jours qui ont permis d’arracher un nouvel accord sur le Brexit », Le Monde,‎ 17 octobre 2019 (lire en ligne).
- Cécile Ducourtieux et Virginie Malingre, « Espoir le matin, coup de pompe à midi… la dernière ligne pas tout à fait droite du Brexit », Le Monde,‎ 18 octobre 2019 (lire en ligne).
- Jean-Pierre Stroobants, « Union européenne : la France et les Pays-Bas ferment la porte à la Macédoine du Nord et à l’Albanie », Le Monde,‎ 16 octobre 2019 (lire en ligne).

#### Autres sources
- « Les négociations sur le futur cadre budgétaire pluriannuel de l’UE pour 2021-2027. Le fameux MFF (dossier N°75) », sur Bruxelles2 (consulté le 20 octobre 2019).
- « Le budget de l'Union européenne », sur Toute l'Europe, 20 juin 2019 (consulté le 20 octobre 2019).

## Compléments